# Joachim Murat
Joachim Murat (født 25. marts 1767 i Bastide ved Cahors i Frankrig, død 13. oktober 1815 i Pizzo i Calabrien i Italien) var en fransk officer og statsmand under De Franske Revolutionskrige og Napoleonskrigene. Han var konge af Napoli fra 1808 til 1815.
Murat giftede sig i 1800 med Napoleons yngste søster, Caroline Bonaparte. Han blev udnævnt til Marskal af Frankrig i 1804, storhertug af Berg og af Kleve i 1806 og var 1808-1815 konge af Napoli. 

## Andet
Murat er forfader til den amerikanske skuespiller Rene Auberjonois (M*A*S*H og Star Trek: Deep Space 9)[kilde mangler]